# Elecciones estatales de Pernambuco de 2022
Las elecciones estatales de Pernambuco de 2022 se realizaron el 2 de octubre, con una segunda vuelta el 30 de octubre, como parte de las elecciones generales. Los pernambucanos con derecho a voto elegirán sus representantes en la siguiente proporción: un senador, 25 diputados federales y 49 diputados estatales.
El gobernador y el vicegobernador elegidos en esta elección ejercerán su mandato unos días más. Esto se debe a la Reforma Constitucional N° 111, que modificó la Constitución y dispuso que el mandato de los gobernadores de los Estados y del Distrito Federal debe comenzar el 6 de enero siguiente a la elección. Sin embargo, los candidatos electos en esta elección tomarán posesión el 1 de enero de 2023 y entregarán su cargo el 6 de enero de 2027.
El actual gobernador es Paulo Câmara, del Partido Socialista Brasileño (PSB), que por estar en su segundo mandato no puede presentarse a la reelección.
Para la elección al Senado Federal, estaba en disputa el escaño ocupado desde 2014 por Fernando Bezerra Coelho, elegido por el Partido Socialista Brasileño (PSB), y actualmente afiliado al Movimiento Democrático Brasileño (MDB).

## Calendario electoral
| calendario electoral       | calendario electoral                                                                 |
| -------------------------- | ------------------------------------------------------------------------------------ |
| 15 de mayo                 | Inicio del financiamineto de precandidatos                                           |
| 20 de julio al 5 de agosto | Convenciones partidarias para elegir candidatos y coaliciones                        |
| 2 de octubre               | Primera vuelta de las elecciones                                                     |
| 7 al 28 de octubre         | Publicidad electoral gratuita en radio y televisión sobre una posible segunda vuelta |
| 30 de octubre              | Segunda vuelta electoral                                                             |
| hasta el 19 de diciembre   | Graduación de los elegidos por la Justicia Electoral                                 |

## Candidatos al Gobierno de Pernambuco
Los partidos políticos tienen hasta el 15 de agosto de 2022 para registrar formalmente a sus candidatos.

### Candidatos oficiales
Nota: el siguiente cuadro está organizado en orden alfabético de candidatos, según el nombre registrado en el Tribunal Electoral.
     Candidata electa     Candidata que paso a segunda vuelta
| Fórmula                                      | Fórmula                                      | Fórmula                                      | Fórmula                                      | Nª                                           | Coalición / Federación                                                          | Tiempo en franja |
| Governador(a)                                | Governador(a)                                | Vicegobernador(a)                            | Vicegobernador(a)                            | Nª                                           | Coalición / Federación                                                          | Tiempo en franja |
| -------------------------------------------- | -------------------------------------------- | -------------------------------------------- | -------------------------------------------- | -------------------------------------------- | ------------------------------------------------------------------------------- | ---------------- |
|                                              | Anderson Ferreira PL                         |                                              | Izabel Urquiza PL                            | 22                                           | Partido Liberal                                                                 | 48s              |
|                                              | Claudia Ribeiro PSTU                         |                                              | Professor Mariano PSTU                       | 16                                           | Partido Socialista de los Trabajadores Unificado                                |                  |
|                                              | Danilo Cabral PSB                            |                                              | Luciana Santos PCdoB                         | 40                                           | Frente Popular de Pernambuco FE Brasil (PT, PV y PCdoB), PSB, MDB, REP, PDT, PP | 4m22s            |
|                                              | Jadilson Bombeiro PMB                        |                                              | Fernanda Souto Maior PMB                     | 35                                           | Partido de la Mujer Brasileña                                                   |                  |
|                                              | João Arnaldo PSOL                            |                                              | Alice Gabino REDE                            | 50                                           | Federación PSOL, REDE                                                           | 20s              |
|                                              | Jones Manoel PCB                             |                                              | Raline Almeida PCB                           | 21                                           | Partido Comunista Brasileño                                                     |                  |
|                                              | Marília Arraes SD                            |                                              | Sebastião Oliveira AVANTE                    | 77                                           | Pernambuco en la Vena SD, AVANTE, PSD, AGIR-36, PMN, PROS                       | 1m9s             |
|                                              | Miguel Coelho UNIÃO                          |                                              | Alessandra Vieira UNIÃO                      | 44                                           | Pernambuco fuerte otra vez UNIÃO, PODE, PATRI, PSC                              | 2m13s            |
|                                              | Pastor Wellington PTB                        |                                              | Carol Tosaka PTB                             | 14                                           | Partido Laborista Brasileño                                                     | 19s              |
|                                              | Raquel Lyra PSDB                             |                                              | Priscila Krause Cidadania                    | 45                                           | Pernambuco quiere Cambiar Federación (PSDB, Cidadania), PRTB                    | 49s              |
|                                              | Ubiracy Olímpio PCO                          |                                              | Anderson Isaías PCO                          | 29                                           | Partido de la Causa Obrera                                                      |                  |
| Presentación según representación partidaria | Presentación según representación partidaria | Presentación según representación partidaria | Presentación según representación partidaria | Presentación según representación partidaria | Presentación según representación partidaria                                    | Sobras: 0:05     |

### Candidatos que declinaron
- Humberto Costa (PT) - Senador por Pernambuco (2011– presente ). Retiró la precandidatura a instancias del propio partido, que apoyó la precandidatura de Danilo Cabral (PSB).[28]
- Armando Filho (PRTB) - Fue anunciado como precandidato al gobierno por el Partido Renovador Laborista Brasileño, pero se retiró y decidió apoyar la candidatura de Raquel Lyra.[29] Más tarde fue expulsado del partido y su candidatura fue sustituida por la de Esteves Jacinto.[30][31]
- Esteves Jacinto (PRTB) – Fue anunciado como precandidato a la gobernación, pero el partido decidió apoyar la candidatura de Raquel Lyra (PSDB) a la gobernación, y decidió lanzar a Esteves Jacinto como candidato al Senado.[32]

## Candidatos al Senado Federal
Los partidos políticos tienen hasta el 15 de agosto de 2022 para registrar formalmente a sus candidatos.

### Candidatos oficiales
Candidata electa
| Senador(a)          | Senador(a)                       | Senador(a) | Suplentes(a)                     | Suplentes(a) | Suplentes(a) | Nª  | Coalición / Federación                                                          | Tiempo en franja |
| Candidato           | Partido                          | Partido    | Candidato                        | Partido      | Partido      | Nª  | Coalición / Federación                                                          | Tiempo en franja |
| ------------------- | -------------------------------- | ---------- | -------------------------------- | ------------ | ------------ | --- | ------------------------------------------------------------------------------- | ---------------- |
| André de Paula      |                                  | PSD        | 1° suplente: Júlio Lossio        |              | Agir         | 555 | Pernambuco en la Vena SD, AVANTE, PSD, AGIR-36, PMN, PROS                       | 39s              |
| André de Paula      | 2ª suplente: Mery da Saúde       | PSD        |                                  | PSD          |              | 555 | Pernambuco en la Vena SD, AVANTE, PSD, AGIR-36, PMN, PROS                       | 39s              |
| Carlos Andrade Lima |                                  | UNIÃO      | 1° suplente: Marcos Amaral       |              | UNIÃO        | 444 | Pernambuco fuerte otra vez UNIÃO, PODE, PATRI, PSC                              | 1m8s             |
| Carlos Andrade Lima | 2° suplente: Manoel da Cazanova  | UNIÃO      |                                  |              | UNIÃO        | 444 | Pernambuco fuerte otra vez UNIÃO, PODE, PATRI, PSC                              | 1m8s             |
| Dayse Medeiros      |                                  | PSTU       | 1° suplente: Ricardo Chaveirinho |              | PSTU         | 160 |                                                                                 |                  |
| Dayse Medeiros      | 2ª suplente: Cristina Araújo     | PSTU       |                                  |              | PSTU         | 160 |                                                                                 |                  |
| Esteves Jacinto     |                                  | PRTB       | 1° suplente: Jackson Pereira     |              | PRTB         | 281 |                                                                                 |                  |
| Esteves Jacinto     | 2° suplente: Egrinaldo Silva     | PRTB       |                                  |              | PRTB         | 281 |                                                                                 |                  |
| Eugênia Lima        |                                  | PSOL       | 1° suplente: Neide Freitas       |              | PSOL         | 500 | Federación PSOL, REDE                                                           | 11s              |
| Eugênia Lima        | 2ª suplente: Edilma Siqueira     | PSOL       |                                  |              | PSOL         | 500 | Federación PSOL, REDE                                                           | 11s              |
| Gilson Machado Neto |                                  | PL         | 1° suplente: Romário Dias        |              | PL           | 222 |                                                                                 | 48s              |
| Gilson Machado Neto | 2° suplente: Zuza Monteiro       | PL         |                                  |              | PL           | 222 |                                                                                 | 48s              |
| Guilherme Coelho    |                                  | PSDB       | 1° suplente: Fred Loyo           |              | PSDB         | 456 | Pernambuco quiere Cambiar Federación (PSDB, Cidadania), PRTB                    | 25s              |
| Guilherme Coelho    | 2° suplente: Antônio Dias        | PSDB       |                                  |              | PSDB         | 456 | Pernambuco quiere Cambiar Federación (PSDB, Cidadania), PRTB                    | 25s              |
| Roberta Rita        |                                  | PCO        | 1° suplente: Gabriel Alex        |              | PCO          | 290 |                                                                                 |                  |
| Roberta Rita        | 2° suplente: Sérgio Paulino      | PCO        |                                  |              | PCO          | 290 |                                                                                 |                  |
| Teresa Leitão       |                                  | PT         | 1° suplente: Silvio Costa        |              | Republicanos | 130 | Frente Popular de Pernambuco FE Brasil (PT, PV y PCdoB), PSB, MDB, REP, PDT, PP | 2m14s            |
| Teresa Leitão       | 2° suplente: Francisco Alexandre | PT         |                                  | PT           |              | 130 | Frente Popular de Pernambuco FE Brasil (PT, PV y PCdoB), PSB, MDB, REP, PDT, PP | 2m14s            |

### Candidatos que declinaron
- Carlos Veras (PT) - Diputado Federal por Pernambuco (2019 – actual). Veras retiró su candidatura para ayudar al Partido de los Trabajadores en la composición de la boleta senatorial, con el fin de construir un consenso en torno a la nominación del partido. El diputado federal afirmó que la elección de su aliada Teresa Leitão ayudaría con el tema de género en la boleta y que tiene todos los requisitos para ser senadora.[42]
- Teio Ramos (PMB) - Empresario. Anunció en sus redes sociales que decidió retirarse de su candidatura al Senado, alegando que no estaba de acuerdo con la posición de su partido.

## Debates
| Fecha | Organizadores                                                                      | Arraes (SD) | Lyra (PSDB) | Coelho (UNIÃO) | Cabral (PSB) | Arnaldo (PSOL) | Anderson (PL) | Pr. Wellington (PTB) |
| ----- | ---------------------------------------------------------------------------------- | ----------- | ----------- | -------------- | ------------ | -------------- | ------------- | -------------------- |
| 01/09 | Diario de Pernambuco TV Nova Nordeste, Rádio Clube (Recife) Rádio Cultura Nordeste | A           | P           | P              | P            | P              | A             | P                    |
| 26/09 | TV Guararapes                                                                      | A           | P           | P              | P            | P              | A             | P                    |
| 27/09 | TV Globo Pernambuco                                                                | A           | P           | P              | P            | P              | A             | P                    |
| 29/09 | Periódico de televisión                                                            | A           | P           | P              | P            | P              | A             | P                    |

## Encuestas de opinión

### Primera vuelta
La primera ronda está programada para el 2 de octubre de 2022.
| Encuestadora                                                              | Fecha                              | Muestra                                                                    | Arraes SD                                                                  | Lyra PSDB                                                                  | Cabral PSB                                                                 | Coelho UNIÃO                                                               | Anderson PL                                                                | Arnaldo PSOL                                                               | Jones PCB                                                                  | Otros                                                                      | NS/NR                                                                      | Ventaja                                                                    |       |    |      |      |       |       |
| ------------------------------------------------------------------------- | ---------------------------------- | -------------------------------------------------------------------------- | -------------------------------------------------------------------------- | -------------------------------------------------------------------------- | -------------------------------------------------------------------------- | -------------------------------------------------------------------------- | -------------------------------------------------------------------------- | -------------------------------------------------------------------------- | -------------------------------------------------------------------------- | -------------------------------------------------------------------------- | -------------------------------------------------------------------------- | -------------------------------------------------------------------------- | ----- | -- | ---- | ---- | ----- | ----- |
| Encuestadora                                                              | Fecha                              | Muestra                                                                    | Instituto Potencial Inteligência                                           | 22–27 de setembro de 2022                                                  | 1.000                                                                      | 30,5%                                                                      | 12,9%                                                                      | 10,2%                                                                      | 10,1%                                                                      | Otros                                                                      | NS/NR                                                                      | Ventaja                                                                    | 16,3% | 0% | 0,4% | 0,4% | 19,2% | 13,6% |
| Ipec                                                                      | 24–26 de setembro de 2022          | 1.504                                                                      | 34%                                                                        | 15%                                                                        | 13%                                                                        | 13%                                                                        | 11%                                                                        | 0%                                                                         | 0%                                                                         | 1%                                                                         | 12%                                                                        | 19%                                                                        |       |    |      |      |       |       |
| Ipespe                                                                    | 23–25 de setembro de 2022          | 1.000                                                                      | 35%                                                                        | 12%                                                                        | 12%                                                                        | 11%                                                                        | 12%                                                                        | 0%                                                                         | 0%                                                                         | 1%                                                                         | 16%                                                                        | 23%                                                                        |       |    |      |      |       |       |
| Ipec                                                                      | 18–20 de setembro de 2022          | 1.504                                                                      | 33%                                                                        | 11%                                                                        | 11%                                                                        | 11%                                                                        | 11%                                                                        | 1%                                                                         | 1%                                                                         | 2%                                                                         | 19%                                                                        | 22%                                                                        |       |    |      |      |       |       |
| Paraná Pesquisas                                                          | 12–16 de setembro de 2022          | 1.510                                                                      | 30,5%                                                                      | 13,8%                                                                      | 9,1%                                                                       | 11,7%                                                                      | 14,7%                                                                      | 0%                                                                         | 0%                                                                         | 1,1%                                                                       | 16,4%                                                                      | 15,8%                                                                      |       |    |      |      |       |       |
| Instituto Opinião                                                         | 13–15 de setembro de 2022          | 2.000                                                                      | 35,1%                                                                      | 14,7%                                                                      | 7,2%                                                                       | 10,4%                                                                      | 11,6%                                                                      | 0,4%                                                                       | 0,4%                                                                       | 2,1%                                                                       | 18,1%                                                                      | 20,4%                                                                      |       |    |      |      |       |       |
| Real Time Big Data                                                        | 12–13 de setembro de 2022          | 1.000                                                                      | 36%                                                                        | 15%                                                                        | 12%                                                                        | 8%                                                                         | 15%                                                                        | 1%                                                                         | 0%                                                                         | 1%                                                                         | 12%                                                                        | 21%                                                                        |       |    |      |      |       |       |
| Ipespe                                                                    | 7–9 de setembro de 2022            | 1.000                                                                      | 35%                                                                        | 12%                                                                        | 12%                                                                        | 10%                                                                        | 13%                                                                        | 0%                                                                         | 0%                                                                         | 1%                                                                         | 19%                                                                        | 22%                                                                        |       |    |      |      |       |       |
| Ipec                                                                      | 3–5 de setembro de 2022            | 1.200                                                                      | 38%                                                                        | 13%                                                                        | 8%                                                                         | 8%                                                                         | 12%                                                                        | 1%                                                                         | 0%                                                                         | 4%                                                                         | 16%                                                                        | 25%                                                                        |       |    |      |      |       |       |
| Ipec                                                                      | 27–29 de agosto de 2022            | 1.200                                                                      | 33%                                                                        | 12%                                                                        | 8%                                                                         | 9%                                                                         | 11%                                                                        | 2%                                                                         | 1%                                                                         | 2%                                                                         | 22%                                                                        | 21%                                                                        |       |    |      |      |       |       |
| Conectar                                                                  | 19–22 de agosto de 2022            | 1.000                                                                      | 37%                                                                        | 11%                                                                        | 5%                                                                         | 8%                                                                         | 11%                                                                        | 2%                                                                         | 1%                                                                         | 2%                                                                         | 23%                                                                        | 26%                                                                        |       |    |      |      |       |       |
| Ipec                                                                      | 12–14 de agosto de 2022            | 1.200                                                                      | 33%                                                                        | 11%                                                                        | 6%                                                                         | 9%                                                                         | 10%                                                                        | 1%                                                                         | 1%                                                                         | 1%                                                                         | 26%                                                                        | 22%                                                                        |       |    |      |      |       |       |
| Ipespe                                                                    | 10–12 de agosto de 2022            | 1.000                                                                      | 31%                                                                        | 13%                                                                        | 11%                                                                        | 10%                                                                        | 12%                                                                        | 0%                                                                         | 0%                                                                         | 1%                                                                         | 22%                                                                        | 18%                                                                        |       |    |      |      |       |       |
| Paraná Pesquisas                                                          | 7–11 de agosto de 2022             | 1.541                                                                      | 31,5%                                                                      | 14,3%                                                                      | 7,5%                                                                       | 12,2%                                                                      | 13,6%                                                                      | 0%                                                                         | 0%                                                                         | 0%                                                                         | 18,1%                                                                      | 17,2%                                                                      |       |    |      |      |       |       |
| Opus                                                                      | 5–11 de agosto de 2022             | 1.000                                                                      | 34%                                                                        | 12%                                                                        | 5%                                                                         | 13%                                                                        | 11%                                                                        | 0%                                                                         | 0%                                                                         | 2%                                                                         | –                                                                          | 21%                                                                        |       |    |      |      |       |       |
| Instituto Opinião                                                         | 5–7 de agosto de 2022              | 2.000                                                                      | 34,7%                                                                      | 11,8%                                                                      | 4,3%                                                                       | 10,3%                                                                      | 8,3%                                                                       | 0,7%                                                                       | 0,3%                                                                       | 1,8%                                                                       | 27,8%                                                                      | 22,9%                                                                      |       |    |      |      |       |       |
| Real Time Big Data                                                        | 5–6 de agosto de 2022              | 1.500                                                                      | 28%                                                                        | 14%                                                                        | 12%                                                                        | 10%                                                                        | 14%                                                                        | 1%                                                                         | 1%                                                                         | 1%                                                                         | 20%                                                                        | 14%                                                                        |       |    |      |      |       |       |
| Conectar                                                                  | 19–22 de julho de 2022             | 1.000                                                                      | 36%                                                                        | 13%                                                                        | 4%                                                                         | 10%                                                                        | 6%                                                                         | 1%                                                                         | 1%                                                                         | 3%                                                                         | 26%                                                                        | 23%                                                                        |       |    |      |      |       |       |
| Paraná Pesquisas                                                          | 4–8 de julho de 2022               | 1.510                                                                      | 30,7%                                                                      | 15,6%                                                                      | 7,5%                                                                       | 12,5%                                                                      | 13%                                                                        | 0,6%                                                                       | 0,6%                                                                       | –                                                                          | 19,5%                                                                      | 15,1%                                                                      |       |    |      |      |       |       |
| IPESPE                                                                    | 28–30 de junho de 2022             | 1.000                                                                      | 29%                                                                        | 13%                                                                        | 10%                                                                        | 9%                                                                         | 12%                                                                        | 1%                                                                         | –                                                                          |                                                                            | 27%                                                                        | 16%                                                                        |       |    |      |      |       |       |
| IPESPE                                                                    | 28–30 de junho de 2022             | 1.000                                                                      | 24%                                                                        | 10%                                                                        | 24%                                                                        | 8%                                                                         | 14%                                                                        | –                                                                          | –                                                                          |                                                                            | 20%                                                                        | Empate                                                                     |       |    |      |      |       |       |
| Instituto Potencial Inteligência                                          | 24–28 de junho de 2022             | 1.202                                                                      | 25,5%                                                                      | 11,9%                                                                      | 8,6%                                                                       | 8,6%                                                                       | 13,1%                                                                      | 0,7%                                                                       | 0,7%                                                                       | 0,9%                                                                       | 30%                                                                        | 12,4%                                                                      |       |    |      |      |       |       |
| Instituto Potencial Inteligência                                          | 24–28 de junho de 2022             | 1.202                                                                      | 20,3%                                                                      | –                                                                          | 14,8%                                                                      | –                                                                          | 16,1%                                                                      | –                                                                          | –                                                                          | [ 49 ]                                                                     | 48,8%                                                                      | 4,2%                                                                       |       |    |      |      |       |       |
| Real Time Big Data                                                        | 24–25 de junho de 2022             | 1.500                                                                      | 27%                                                                        | 18%                                                                        | 10%                                                                        | 10%                                                                        | 12%                                                                        | 1%                                                                         | 1%                                                                         | 1%                                                                         | 20%                                                                        | 9%                                                                         |       |    |      |      |       |       |
| Instituto Opinião Archivado el 16 de junio de 2022 en Wayback Machine.    | 11–14 de junho de 2022             | 2.000                                                                      | 28,1%                                                                      | 12,6%                                                                      | 4,5%                                                                       | 8,7%                                                                       | 8,8%                                                                       | 0,6%                                                                       | 0,3%                                                                       | 1,1%                                                                       | 35,3%                                                                      | 15,5%                                                                      |       |    |      |      |       |       |
| EXAME/IDEIA                                                               | 3–8 de junho de 2022               | 1.000                                                                      | 24%                                                                        | 18%                                                                        | 8%                                                                         | 12%                                                                        | 12%                                                                        | 2%                                                                         | 1%                                                                         | 0,5%                                                                       | 24%                                                                        | 6%                                                                         |       |    |      |      |       |       |
| Paraná Pesquisas                                                          | 10–14 de maio de 2022              | 1.510                                                                      | 28,8%                                                                      | 16%                                                                        | 7,1%                                                                       | 13,6%                                                                      | 12,1%                                                                      | 1,3%                                                                       | 0,7%                                                                       | –                                                                          | 20,5%                                                                      | 12,8%                                                                      |       |    |      |      |       |       |
| Paraná Pesquisas                                                          | 10–14 de maio de 2022              | 1.510                                                                      | 34,9%                                                                      | –                                                                          | 8,3%                                                                       | 15,4%                                                                      | 12,8%                                                                      | 2,2%                                                                       | 1,5%                                                                       | –                                                                          | 24,9%                                                                      | 19,5%                                                                      |       |    |      |      |       |       |
| Paraná Pesquisas                                                          | 10–14 de maio de 2022              | 1.510                                                                      | 32,6%                                                                      | 18,8%                                                                      | 7,7%                                                                       | –                                                                          | 12,6%                                                                      | 1,4%                                                                       | 0,9%                                                                       | –                                                                          | 25,9%                                                                      | 13,8%                                                                      |       |    |      |      |       |       |
| Instituto Múltipla                                                        | 9–13 de maio de 2022               | 800                                                                        | 11,5%                                                                      | 8,3%                                                                       | 32,5%                                                                      | 3,3%                                                                       | 16,9%                                                                      | –                                                                          | –                                                                          | [ 53 ]                                                                     | 27,5%                                                                      | 15,6%                                                                      |       |    |      |      |       |       |
| Instituto Múltipla                                                        | 9–13 de maio de 2022               | 800                                                                        | 12,4%                                                                      | 9%                                                                         | 28,1%                                                                      | 3,8%                                                                       | 16,6%                                                                      | –                                                                          | –                                                                          | [ 54 ]                                                                     | 30,1%                                                                      | 11,5%                                                                      |       |    |      |      |       |       |
| Instituto Opinião                                                         | 30 de abril–2 de maio de 2022      | 2.000                                                                      | 31,9%                                                                      | 13,3%                                                                      | 5%                                                                         | 9,1%                                                                       | 10,3%                                                                      | 1,5%                                                                       | 0,8%                                                                       | –                                                                          | 28,1%                                                                      | 18,6%                                                                      |       |    |      |      |       |       |
| Instituto Opinião                                                         | 30 de abril–2 de maio de 2022      | 2.000                                                                      | 21,1%                                                                      | 9%                                                                         | 21,4%                                                                      | 7,5%                                                                       | 14,9%                                                                      | –                                                                          | –                                                                          | [ 55 ]                                                                     | 26,1%                                                                      | 0,3%                                                                       |       |    |      |      |       |       |
| Conectar                                                                  | 21–24 de abril de 2022             | 1.000                                                                      | 26%                                                                        | 15%                                                                        | 5%                                                                         | 12%                                                                        | 8%                                                                         | 2%                                                                         | 1%                                                                         | –                                                                          | 31%                                                                        | 11%                                                                        |       |    |      |      |       |       |
| Conectar                                                                  | 21–24 de abril de 2022             | 1.000                                                                      | –                                                                          | 24%                                                                        | 8%                                                                         | 14%                                                                        | 9%                                                                         | 3%                                                                         | 2%                                                                         | –                                                                          | 42%                                                                        | 10%                                                                        |       |    |      |      |       |       |
| Conectar                                                                  | 21–24 de abril de 2022             | 1.000                                                                      | 29%                                                                        | 18%                                                                        | 6%                                                                         | –                                                                          | 9%                                                                         | 4%                                                                         | 1%                                                                         | –                                                                          | 33%                                                                        | 11%                                                                        |       |    |      |      |       |       |
| Conectar                                                                  | 21–24 de abril de 2022             | 1.000                                                                      | 34%                                                                        | –                                                                          | 6%                                                                         | 12%                                                                        | 10%                                                                        | 4%                                                                         | 1%                                                                         | –                                                                          | 34%                                                                        | 22%                                                                        |       |    |      |      |       |       |
| Conectar                                                                  | 21–24 de abril de 2022             | 1.000                                                                      | –                                                                          | 27%                                                                        | 8%                                                                         | –                                                                          | 12%                                                                        | 7%                                                                         | 2%                                                                         | –                                                                          | 44%                                                                        | 15%                                                                        |       |    |      |      |       |       |
| Conectar                                                                  | 21–24 de abril de 2022             | 1.000                                                                      | –                                                                          | –                                                                          | 12%                                                                        | 18%                                                                        | 13%                                                                        | 6%                                                                         | 2%                                                                         | –                                                                          | 49%                                                                        | 5%                                                                         |       |    |      |      |       |       |
| Conectar                                                                  | 21–24 de abril de 2022             | 1.000                                                                      | 36%                                                                        | –                                                                          | 9%                                                                         | –                                                                          | 11%                                                                        | 6%                                                                         | 1%                                                                         | –                                                                          | 37%                                                                        | 25%                                                                        |       |    |      |      |       |       |
| Conectar                                                                  | 26–29 de março de 2022             | 1.000                                                                      | 28%                                                                        | 14%                                                                        | 6%                                                                         | 11%                                                                        | 8%                                                                         | 2%                                                                         | 1%                                                                         | –                                                                          | 32%                                                                        | 14%                                                                        |       |    |      |      |       |       |
| Conectar                                                                  | 26–29 de março de 2022             | 1.000                                                                      | –                                                                          | 21%                                                                        | 8%                                                                         | 15%                                                                        | 11%                                                                        | 4%                                                                         | 3%                                                                         | –                                                                          | 39%                                                                        | 6%                                                                         |       |    |      |      |       |       |
| Conectar                                                                  | 26–29 de março de 2022             | 1.000                                                                      | 31%                                                                        | 17%                                                                        | 6%                                                                         | –                                                                          | 9%                                                                         | 3%                                                                         | 1%                                                                         | –                                                                          | 33%                                                                        | 14%                                                                        |       |    |      |      |       |       |
| Conectar                                                                  | 26–29 de março de 2022             | 1.000                                                                      | 34%                                                                        | –                                                                          | 8%                                                                         | 12%                                                                        | 9%                                                                         | 4%                                                                         | 1%                                                                         | –                                                                          | 33%                                                                        | 22%                                                                        |       |    |      |      |       |       |
| Conectar                                                                  | 26–29 de março de 2022             | 1.000                                                                      | –                                                                          | 25%                                                                        | 11%                                                                        | –                                                                          | 11%                                                                        | 7%                                                                         | 2%                                                                         | –                                                                          | 45%                                                                        | 14%                                                                        |       |    |      |      |       |       |
| Conectar                                                                  | 26–29 de março de 2022             | 1.000                                                                      | –                                                                          | –                                                                          | 12%                                                                        | 18%                                                                        | 12%                                                                        | 7%                                                                         | 2%                                                                         | –                                                                          | 49%                                                                        | 6%                                                                         |       |    |      |      |       |       |
| Conectar                                                                  | 26–29 de março de 2022             | 1.000                                                                      | 38%                                                                        | –                                                                          | 10%                                                                        | –                                                                          | 10%                                                                        | 5%                                                                         | 1%                                                                         | –                                                                          | 37%                                                                        | 28%                                                                        |       |    |      |      |       |       |
| 25 de março de 2022                                                       | 25 de março de 2022                | Marília Arraes deja el Partido de los Trabajadores y se una a Solidaridad. | Marília Arraes deja el Partido de los Trabajadores y se una a Solidaridad. | Marília Arraes deja el Partido de los Trabajadores y se una a Solidaridad. | Marília Arraes deja el Partido de los Trabajadores y se una a Solidaridad. | Marília Arraes deja el Partido de los Trabajadores y se una a Solidaridad. | Marília Arraes deja el Partido de los Trabajadores y se una a Solidaridad. | Marília Arraes deja el Partido de los Trabajadores y se una a Solidaridad. | Marília Arraes deja el Partido de los Trabajadores y se una a Solidaridad. | Marília Arraes deja el Partido de los Trabajadores y se una a Solidaridad. | Marília Arraes deja el Partido de los Trabajadores y se una a Solidaridad. | Marília Arraes deja el Partido de los Trabajadores y se una a Solidaridad. |       |    |      |      |       |       |
| Encuestadora                                                              | Fecha                              | Muestra                                                                    | Arraes PT                                                                  | Lyra PSDB                                                                  | Cabral PSB                                                                 | Coelho UNIÃO                                                               | Arnaldo PSOL                                                               | Jones PCB                                                                  | Anderson PL                                                                | Otros                                                                      | NS/NR                                                                      | Ventaja                                                                    |       |    |      |      |       |       |
| Encuestadora                                                              | Fecha                              | Muestra                                                                    |                                                                            |                                                                            |                                                                            |                                                                            |                                                                            |                                                                            |                                                                            | Otros                                                                      | NS/NR                                                                      | Ventaja                                                                    |       |    |      |      |       |       |
| Paraná Pesquisas                                                          | 19–24 de março de 2022             | 1.510                                                                      | –                                                                          | 25,8%                                                                      | 11,9%                                                                      | 15,6%                                                                      | 3,3%                                                                       | 0,9%                                                                       | 13,6%                                                                      | –                                                                          | 28,8%                                                                      | 10,2%                                                                      |       |    |      |      |       |       |
| Paraná Pesquisas                                                          | 19–24 de março de 2022             | 1.510                                                                      | –                                                                          | –                                                                          | 15,2%                                                                      | 23,2%                                                                      | 4,3%                                                                       | 1,2%                                                                       | 15,4%                                                                      | –                                                                          | 40,8%                                                                      | 7,8%                                                                       |       |    |      |      |       |       |
| Paraná Pesquisas                                                          | 19–24 de março de 2022             | 1.510                                                                      | –                                                                          | 29,7%                                                                      | 13,6%                                                                      | –                                                                          | 3,9%                                                                       | 1,4%                                                                       | 15%                                                                        | –                                                                          | 36,4%                                                                      | 14,7%                                                                      |       |    |      |      |       |       |
| Instituto Múltipla                                                        | 10–14 de março de 2022             | 800                                                                        | –                                                                          | 25,6%                                                                      | 5,9%                                                                       | 10,9%                                                                      | 0,2%                                                                       | 0,4%                                                                       | 9,2%                                                                       | –                                                                          | 47,4%                                                                      | 14,7%                                                                      |       |    |      |      |       |       |
| Empetec/Diário                                                            | 26 de fevereiro–4 de março de 2022 | 2.019                                                                      | –                                                                          | 22,7%                                                                      | 7,6%                                                                       | 9,9%                                                                       | –                                                                          | –                                                                          | 9,1%                                                                       | –                                                                          | 50,7%                                                                      | 12,8%                                                                      |       |    |      |      |       |       |
| Instituto Simplex                                                         | 22–25 de fevereiro de 2022         | 2.401                                                                      | –                                                                          | 18,99%                                                                     | 5,07%                                                                      | 9,92%                                                                      | 1,29%                                                                      | 0,25%                                                                      | 9,44%                                                                      | 4,2%                                                                       | 50,84%                                                                     | 9,07%                                                                      |       |    |      |      |       |       |
| Instituto Opinião                                                         | 17–20 de fevereiro de 2022         | 2.000                                                                      | –                                                                          | 16,2%                                                                      | 4,2%                                                                       | 9,2%                                                                       | 1,3%                                                                       | 0,7%                                                                       | 5,4%                                                                       | 17,2%                                                                      | 45,8%                                                                      | 1%                                                                         |       |    |      |      |       |       |
| Instituto Opinião                                                         | 17–20 de fevereiro de 2022         | 2.000                                                                      | –                                                                          | 18,4%                                                                      | 4,8%                                                                       | 10,2%                                                                      | 1,6%                                                                       | 1,1%                                                                       | 6,5%                                                                       | 5,9%                                                                       | 51,5%                                                                      | 8,2%                                                                       |       |    |      |      |       |       |
| Instituto Opinião                                                         | 17–20 de fevereiro de 2022         | 2.000                                                                      | 20,9%                                                                      | 14,1%                                                                      | 3,4%                                                                       | 8,4%                                                                       | 0,8%                                                                       | 0,4%                                                                       | 6,4%                                                                       | 4,4%                                                                       | 41,2%                                                                      | 6,8%                                                                       |       |    |      |      |       |       |
| 4 de fevereiro de 2022                                                    | 4 de fevereiro de 2022             | Humberto Costa renuncia a su candidatura a la gobernación de Pernambuco.   | Humberto Costa renuncia a su candidatura a la gobernación de Pernambuco.   | Humberto Costa renuncia a su candidatura a la gobernación de Pernambuco.   | Humberto Costa renuncia a su candidatura a la gobernación de Pernambuco.   | Humberto Costa renuncia a su candidatura a la gobernación de Pernambuco.   | Humberto Costa renuncia a su candidatura a la gobernación de Pernambuco.   | Humberto Costa renuncia a su candidatura a la gobernación de Pernambuco.   | Humberto Costa renuncia a su candidatura a la gobernación de Pernambuco.   | Humberto Costa renuncia a su candidatura a la gobernación de Pernambuco.   | Humberto Costa renuncia a su candidatura a la gobernación de Pernambuco.   | Humberto Costa renuncia a su candidatura a la gobernación de Pernambuco.   |       |    |      |      |       |       |
| Encuestadora                                                              | Fecha                              | Muestra                                                                    | Arraes PT                                                                  | Costa PT                                                                   | Lyra PSDB                                                                  | Júlio PSB                                                                  | Coelho UNIÃO                                                               | Anderson PL                                                                | Gilson IND                                                                 | Otros                                                                      | NS/NR                                                                      | Ventaja                                                                    |       |    |      |      |       |       |
| Encuestadora                                                              | Fecha                              | Muestra                                                                    |                                                                            |                                                                            |                                                                            |                                                                            |                                                                            |                                                                            |                                                                            | Otros                                                                      | NS/NR                                                                      | Ventaja                                                                    |       |    |      |      |       |       |
| Vox Populi                                                                | 22–24 de janeiro de 2022           | 800                                                                        | –                                                                          | 31%                                                                        | 14%                                                                        | 16%                                                                        | 4%                                                                         | –                                                                          | –                                                                          | 5%                                                                         | 29%                                                                        | 15%                                                                        |       |    |      |      |       |       |
| Vox Populi                                                                | 22–24 de janeiro de 2022           | 800                                                                        | –                                                                          | 38%                                                                        | 15%                                                                        | –                                                                          | 4%                                                                         | –                                                                          | –                                                                          | 8%                                                                         | 33%                                                                        | 23%                                                                        |       |    |      |      |       |       |
| Vox Populi                                                                | 22–24 de janeiro de 2022           | 800                                                                        | –                                                                          | 37%                                                                        | 17%                                                                        | –                                                                          | 4%                                                                         | –                                                                          | –                                                                          | 7%                                                                         | 33%                                                                        | 20%                                                                        |       |    |      |      |       |       |
| Instituto Opinião Archivado el 8 de diciembre de 2021 en Wayback Machine. | 16–20 de outubro de 2021           | 2.000                                                                      | –                                                                          | –                                                                          | 19,9%                                                                      | 14,4%                                                                      | 12,4%                                                                      | 8,7%                                                                       | 1,7%                                                                       | –                                                                          | 42,9%                                                                      | 5,5%                                                                       |       |    |      |      |       |       |
| Instituto Opinião Archivado el 8 de diciembre de 2021 en Wayback Machine. | 16–20 de outubro de 2021           | 2.000                                                                      | 23,1%                                                                      | –                                                                          | 15%                                                                        | 9,9%                                                                       | 9,5%                                                                       | 7,7%                                                                       | 1,2%                                                                       | –                                                                          | 33,6%                                                                      | 8,1%                                                                       |       |    |      |      |       |       |
| Instituto Plural                                                          | 7–11 de agosto de 2021             | 1.000                                                                      | 25%                                                                        | 9%                                                                         | 11%                                                                        | 8%                                                                         | 7%                                                                         | 7%                                                                         | –                                                                          | 3%                                                                         | 21%                                                                        | 14%                                                                        |       |    |      |      |       |       |
| Instituto Plural                                                          | 7–11 de agosto de 2021             | 1.000                                                                      | 36%                                                                        | –                                                                          | 11%                                                                        | 11%                                                                        | –                                                                          | –                                                                          | –                                                                          | –                                                                          | 42%                                                                        | 25%                                                                        |       |    |      |      |       |       |
| Instituto Plural                                                          | 7–11 de agosto de 2021             | 1.000                                                                      | 42%                                                                        | –                                                                          | –                                                                          | 12%                                                                        | –                                                                          | –                                                                          | –                                                                          | 4%                                                                         | 42%                                                                        | 30%                                                                        |       |    |      |      |       |       |

### Segunda vuelta
La segunda ronda entre Marília Arraes y Raquel Lyra tendrá lugar el 30 de octubre de 2022.
| Encuestadora                        | Fecha                                            | Muestra                                          | Lyra PSDB                                        | Arraes SD                                        | NS/NR                                            | Ventaja                                          |       |     |     |    |    |
| ----------------------------------- | ------------------------------------------------ | ------------------------------------------------ | ------------------------------------------------ | ------------------------------------------------ | ------------------------------------------------ | ------------------------------------------------ | ----- | --- | --- | -- | -- |
| Encuestadora                        | Fecha                                            | Muestra                                          | ipec                                             | 23 al 25 de octubre de 2022                      | NS/NR                                            | Ventaja                                          | 2,000 | 51% | 43% | 6% | 8% |
| Instituto de Inteligencia Potencial | 19 al 24 de octubre de 2022                      | 1,000                                            | 50,1%                                            | 46,3%                                            | 3,6%                                             | 3,8%                                             |       |     |     |    |    |
| Instituto de Inteligencia Potencial | 17 al 20 de octubre de 2022                      | 1,000                                            | 51,1%                                            | 44,2%                                            | 3,7%                                             | 6,9%                                             |       |     |     |    |    |
| Grandes datos en tiempo real        | 15 al 17 de octubre de 2022                      | 1,000                                            | 52%                                              | 41%                                              | 7%                                               | 11%                                              |       |     |     |    |    |
| ipec                                | 9 al 11 de octubre de 2022                       | 2,000                                            | 50%                                              | 42%                                              | 7%                                               | 8%                                               |       |     |     |    |    |
| Grandes datos en tiempo real        | 8 al 10 de octubre de 2022                       | 1,000                                            | 54%                                              | 35%                                              | 11%                                              | 19%                                              |       |     |     |    |    |
| 2 de octubre de 2022                | Confirmada la segunda vuelta entre Arraes y Lyra | Confirmada la segunda vuelta entre Arraes y Lyra | Confirmada la segunda vuelta entre Arraes y Lyra | Confirmada la segunda vuelta entre Arraes y Lyra | Confirmada la segunda vuelta entre Arraes y Lyra | Confirmada la segunda vuelta entre Arraes y Lyra |       |     |     |    |    |
| Encuestadora                        | Fecha                                            | Muestra                                          | Lyra PSDB                                        | Arraes SD                                        | NS/NR                                            | Ventaja                                          |       |     |     |    |    |
| Encuestadora                        | Fecha                                            | Muestra                                          |                                                  |                                                  | NS/NR                                            | Ventaja                                          |       |     |     |    |    |
| Grandes datos en tiempo real        | 12 y 13 de septiembre de 2022                    | 1,000                                            | 38%                                              | 45%                                              | 17%                                              | 7%                                               |       |     |     |    |    |
| Para conectar                       | 19 al 22 de julio de 2022                        | 1,000                                            | 22%                                              | 51%                                              | 27%                                              | 29%                                              |       |     |     |    |    |
| EXAMEN / IDEA                       | 3 al 8 de junio de 2022                          | 1,000                                            | 36%                                              | 40%                                              | 24%                                              | 4%                                               |       |     |     |    |    |

### Senador Federal
| Encuestadora                                                           | Fecha                              | Muestra | André PSD | Leitão PT | Gilson PL | Guilherme PSDB | Carlos UNIÃO | Eugênia PSOL | Esteves PRTB | Dayse PSTU | Otros | NS/NR | Ventaja |      |    |      |      |       |      |
| ---------------------------------------------------------------------- | ---------------------------------- | --- | --- | --- | --- | --- | --- | --- | --- | --- | --- | --- | --- | ---- | -- | ---- | ---- | ----- | ---- |
| Encuestadora                                                           | Fecha                              | Muestra | Instituto Potencial Inteligência | 22–27 de setembro de 2022 | 1.000 | 10,3% | 20,5% | 17,1% | 8,1% | 0,5% | Otros | NS/NR | Ventaja | 0,4% | 2% | 0,2% | 0,7% | 40,2% | 3,4% |
| Ipec                                                                   | 24–26 de setembro de 2022          | 1.504 | 10% | 32% | 10% | 10% | 3% | 1% | 2% | 1% | – | 32% | 22% |      |    |      |      |       |      |
| Ipespe                                                                 | 23–25 de setembro de 2022          | 1.000 | 12% | 25% | 10% | 8% | 1% | 1% | 1% | 0% | 1% | 42% | 13% |      |    |      |      |       |      |
| Ipec                                                                   | 18–20 de setembro de 2022          | 1.504 | 11% | 25% | 9% | 9% | 3% | 1% | 2% | 1% | 2% | 37% | 14% |      |    |      |      |       |      |
| Paraná Pesquisas                                                       | 12–16 de setembro de 2022          | 1.510 | 13,7% | 23,5% | 12,7% | 7,3% | 1,6% | 0,8% | 2,8% | 1,1% | 1,1% | – | 9,8% |      |    |      |      |       |      |
| Instituto Opinião                                                      | 13–15 de setembro de 2022          | 2.000 | 7% | 28,6% | 9,7% | 7,4% | 1,5% | 0,3% | 2,3% | 0,6% | 1,3% | 41,3% | 18,9% |      |    |      |      |       |      |
| Real Time Big Data                                                     | 12–13 de setembro de 2022          | 1.000 | 13% | 25% | 14% | 9% | 2% | 1% | | 0% | | 36% | 11% |      |    |      |      |       |      |
| Ipespe                                                                 | 7–9 de setembro de 2022            | 1.000 | 12% | 20% | 11% | 6% | 1% | 1% | 1% | 0% | 1% | 48% | 8% |      |    |      |      |       |      |
| Ipec                                                                   | 3–5 de setembro de 2022            | 1.200 | 10% | 24% | 9% | 9% | 2% | 2% | 3% | 3% | 3% | 36% | 14% |      |    |      |      |       |      |
| Ipec                                                                   | 27-29 de agosto de 2022            | 1.200 | 13% | 15% | 7% | 10% | 4% | 3% | 1% | 2% | 4% | 41% | 2% |      |    |      |      |       |      |
| Conectar                                                               | 19–22 de setembro de 2022          | 1.000 | 12% | 6% | 6% | 10% | 3% | 1% | 3% | 1% | 3% | 56% | 2% |      |    |      |      |       |      |
| Ipec                                                                   | 12–14 de agosto de 2022            | 1.200 | 14% | 12% | 7% | 9% | 3% | 1% | 3% | 2% | 4% | 46% | 2% |      |    |      |      |       |      |
| Ipespe                                                                 | 10–12 de agosto de 2022            | 1.000 | 11% | 16% | 13% | 5% | 1% | 1% | 1% | 0% | 1% | 52% | 3% |      |    |      |      |       |      |
| Paraná Pesquisas                                                       | 7–11 de agosto de 2022             | 1.541 | 12,5% | 14% | 12,1% | 6,2% | 0,9% | 0,3% | 0,6% | 0,5% | 1,1% | 50,5% | 1,5% |      |    |      |      |       |      |
| Real Time Big Data                                                     | 5–6 de agosto de 2022              | 1.500 | 10% | 18% | 15% | 3% | 1% | 1% | | 0% | | 52% | 3% |      |    |      |      |       |      |
| 28–31 de julho de 2022                                                 | 28–31 de julho de 2022             | Carlos Andrade Lima es elegido como candidato al Senado Federal y Miguel Coelho va para la gobernación. Guilherme Coelho es elegido como candidato al Senado Federal y Raquel Lyra para la gobernación. | Carlos Andrade Lima es elegido como candidato al Senado Federal y Miguel Coelho va para la gobernación. Guilherme Coelho es elegido como candidato al Senado Federal y Raquel Lyra para la gobernación. | Carlos Andrade Lima es elegido como candidato al Senado Federal y Miguel Coelho va para la gobernación. Guilherme Coelho es elegido como candidato al Senado Federal y Raquel Lyra para la gobernación. | Carlos Andrade Lima es elegido como candidato al Senado Federal y Miguel Coelho va para la gobernación. Guilherme Coelho es elegido como candidato al Senado Federal y Raquel Lyra para la gobernación. | Carlos Andrade Lima es elegido como candidato al Senado Federal y Miguel Coelho va para la gobernación. Guilherme Coelho es elegido como candidato al Senado Federal y Raquel Lyra para la gobernación. | Carlos Andrade Lima es elegido como candidato al Senado Federal y Miguel Coelho va para la gobernación. Guilherme Coelho es elegido como candidato al Senado Federal y Raquel Lyra para la gobernación. | Carlos Andrade Lima es elegido como candidato al Senado Federal y Miguel Coelho va para la gobernación. Guilherme Coelho es elegido como candidato al Senado Federal y Raquel Lyra para la gobernación. | Carlos Andrade Lima es elegido como candidato al Senado Federal y Miguel Coelho va para la gobernación. Guilherme Coelho es elegido como candidato al Senado Federal y Raquel Lyra para la gobernación. | Carlos Andrade Lima es elegido como candidato al Senado Federal y Miguel Coelho va para la gobernación. Guilherme Coelho es elegido como candidato al Senado Federal y Raquel Lyra para la gobernación. | Carlos Andrade Lima es elegido como candidato al Senado Federal y Miguel Coelho va para la gobernación. Guilherme Coelho es elegido como candidato al Senado Federal y Raquel Lyra para la gobernación. | Carlos Andrade Lima es elegido como candidato al Senado Federal y Miguel Coelho va para la gobernación. Guilherme Coelho es elegido como candidato al Senado Federal y Raquel Lyra para la gobernación. | Carlos Andrade Lima es elegido como candidato al Senado Federal y Miguel Coelho va para la gobernación. Guilherme Coelho es elegido como candidato al Senado Federal y Raquel Lyra para la gobernación. |      |    |      |      |       |      |
| Encuestadora                                                           | Fecha                              | Muestra | Armando PSDB | Leitão PT | Gilson PL | André PSD | Arraes SD | Eugênia PSOL | Lyra PSDB | Coelho UNIÃO | Otros | NS/NR | Ventaja |      |    |      |      |       |      |
| Encuestadora                                                           | Fecha                              | Muestra | | | | | | | | | Otros | NS/NR | Ventaja |      |    |      |      |       |      |
| Paraná Pesquisas                                                       | 4–8 de julho de 2022               | 1.510 | 18,5% | 6,4% | 8,2% | 9,8% | – | 0,5% | – | – | 19,8% | 36,8% | 1,3% |      |    |      |      |       |      |
| Paraná Pesquisas                                                       | 4–8 de julho de 2022               | 1.510 | – | 8,4% | 8,9% | 12,1% | – | 0,8% | – | – | 26% | 43,7% | 13,9% |      |    |      |      |       |      |
| Paraná Pesquisas                                                       | 4–8 de julho de 2022               | 1.510 | 16,8% | 7,7% | 14,4% | 27,9% | – | 0,8% | – | – | 13,7% | 18,7% | 11,1% |      |    |      |      |       |      |
| Instituto Potencial Inteligência                                       | 24–28 de junho de 2022             | 1.202 | 18,1% | 15,8% | 10,2% | 5,2% | – | 1% | – | – | – | 49,7% | 2,3% |      |    |      |      |       |      |
| Real Time Big Data                                                     | 24–25 de junho de 2022             | 1.500 | 21% | 10% | 8% | 6% | – | 1% | – | – | 23% | 31% | 2% |      |    |      |      |       |      |
| EXAME/IDEIA                                                            | 3–8 de junho de 2022               | 1.000 | 4% | 7% | 7% | 8% | 2% | 2% | 2% | 1% | 7% | 60% | 1% |      |    |      |      |       |      |
| EXAME/IDEIA                                                            | 3–8 de junho de 2022               | 1.000 | 2% | 1% | 3% | 3% | 13% | 1% | 7% | 1% | 7,4% | 65% | 5,6% |      |    |      |      |       |      |
| Paraná Pesquisas                                                       | 10–14 de maio de 2022              | 1.510 | – | 9,8% | 8,3% | 14% | – | 1,1% | 32,8% | – | – | 33,9% | 18,8% |      |    |      |      |       |      |
| Instituto Opinião                                                      | 30 de abril–2 de maio de 2022      | 2.000 | – | 8,9% | 5,8% | 10,9% | – | – | – | – | 15,7% | 58,7% | 4,8% |      |    |      |      |       |      |
| Conectar                                                               | 21–24 de abril de 2022             | 1.000 | – | – | 7% | 10% | 44% | 2% | – | – | – | 37% | 34% |      |    |      |      |       |      |
| Conectar                                                               | 21–24 de abril de 2022             | 1.000 | – | – | 7% | 13% | – | 2% | 29% | – | – | 50% | 16% |      |    |      |      |       |      |
| Conectar                                                               | 21–24 de abril de 2022             | 1.000 | – | – | 8% | 17% | – | 3% | – | 15% | – | 57% | 2% |      |    |      |      |       |      |
| Conectar                                                               | 21–24 de abril de 2022             | 1.000 | – | – | 8% | – | 45% | 2% | – | – | 6% | 40% | 37% |      |    |      |      |       |      |
| Conectar                                                               | 21–24 de abril de 2022             | 1.000 | – | – | 10% | – | – | 2% | 29% | – | 10% | 50% | 19% |      |    |      |      |       |      |
| Conectar                                                               | 21–24 de abril de 2022             | 1.000 | – | – | 11% | – | – | 3% | – | 18% | 13% | 55% | 5% |      |    |      |      |       |      |
| Conectar                                                               | 21–24 de abril de 2022             | 1.000 | – | – | 9% | – | 44% | 2% | – | – | 4% | 40% | 35% |      |    |      |      |       |      |
| Conectar                                                               | 21–24 de abril de 2022             | 1.000 | – | – | 11% | – | – | 3% | 30% | – | 4% | 52% | 19% |      |    |      |      |       |      |
| Conectar                                                               | 21–24 de abril de 2022             | 1.000 | – | – | 12% | – | – | 5% | – | 20% | 5% | 58% | 8% |      |    |      |      |       |      |
| 25 de março de 2022                                                    | 25 de março de 2022                | Marília Arraes deja el Partido de los Trabajadores y se una a Solidaridad. | Marília Arraes deja el Partido de los Trabajadores y se una a Solidaridad. | Marília Arraes deja el Partido de los Trabajadores y se una a Solidaridad. | Marília Arraes deja el Partido de los Trabajadores y se una a Solidaridad. | Marília Arraes deja el Partido de los Trabajadores y se una a Solidaridad. | Marília Arraes deja el Partido de los Trabajadores y se una a Solidaridad. | Marília Arraes deja el Partido de los Trabajadores y se una a Solidaridad. | Marília Arraes deja el Partido de los Trabajadores y se una a Solidaridad. | Marília Arraes deja el Partido de los Trabajadores y se una a Solidaridad. | Marília Arraes deja el Partido de los Trabajadores y se una a Solidaridad. | Marília Arraes deja el Partido de los Trabajadores y se una a Solidaridad. | Marília Arraes deja el Partido de los Trabajadores y se una a Solidaridad. |      |    |      |      |       |      |
| Encuestadora                                                           | Fecha                              | Muestra | Armando PSDB | Veras PSDB | Daniel Cidadania | André PSD | Arraes PT | Anderson PL | Gilson PSC | Luciana PCdoB | Otros | NS/NR | Ventaja |      |    |      |      |       |      |
| Encuestadora                                                           | Fecha                              | Muestra | | | | | | | | | Otros | NS/NR | Ventaja |      |    |      |      |       |      |
| Paraná Pesquisas                                                       | 19–24 de março de 2022             | 1.510 | – | 2,3% | – | 14% | 46,2% | – | 5,4% | – | 1,4% | 30,8% | 32,2% |      |    |      |      |       |      |
| Paraná Pesquisas                                                       | 19–24 de março de 2022             | 1.510 | – | 3% | – | 14,8% | – | – | 5,8% | – | 41,8% | 34,7% | 27% |      |    |      |      |       |      |
| Paraná Pesquisas                                                       | 19–24 de março de 2022             | 1.510 | – | – | – | 14,3% | 47% | – | 5,6% | – | 1,9% | 31,1% | 32,7% |      |    |      |      |       |      |
| Empetec/Diário                                                         | 26 de fevereiro–4 de março de 2022 | 2.019 | 13% | 1% | 4,1% | 2,7% | 25,8% | 5% | 0,6% | – | 5,4% | 42,4% | 12,8% |      |    |      |      |       |      |
| Instituto Simplex                                                      | 22–25 de fevereiro de 2022         | 2.401 | 7,53% | – | 2,76% | 1,87% | 14,21% | 6,25% | 2,85% | 1,6% | 3,55% | 57,77% | 6,68% |      |    |      |      |       |      |
| Instituto Opinião Archivado el 27 de junio de 2022 en Wayback Machine. | 17–20 de fevereiro de 2022         | 2.000 | 21,2% | – | – | – | 26,1% | – | 3,9% | – | 3,3% | 45,5% | 4,9% |      |    |      |      |       |      |
| Instituto Opinião Archivado el 27 de junio de 2022 en Wayback Machine. | 17–20 de fevereiro de 2022         | 2.000 | 26,2% | – | – | – | – | – | 5% | – | 12% | 56,8% | 14,2% |      |    |      |      |       |      |
| Instituto Opinião Archivado el 27 de junio de 2022 en Wayback Machine. | 17–20 de fevereiro de 2022         | 2.000 | 26,9% | 4,1% | – | – | – | – | 4,8% | – | 5,4% | 58,8% | 21,5% |      |    |      |      |       |      |
| Instituto Opinião Archivado el 27 de junio de 2022 en Wayback Machine. | 17–20 de fevereiro de 2022         | 2.000 | 26,4% | – | – | 4,6% | – | – | 5,1% | – | 6,1% | 57,8% | 20,3% |      |    |      |      |       |      |
| Instituto Opinião Archivado el 27 de junio de 2022 en Wayback Machine. | 17–20 de fevereiro de 2022         | 2.000 | 26,5% | – | – | – | – | – | 5% | – | 13,2% | 55,3% | 13,3% |      |    |      |      |       |      |
| Instituto Opinião Archivado el 27 de junio de 2022 en Wayback Machine. | 17–20 de fevereiro de 2022         | 2.000 | 27,1% | – | – | – | – | – | 5,5% | – | 11,2% | 56,2% | 15,9% |      |    |      |      |       |      |
| Instituto Opinião Archivado el 27 de junio de 2022 en Wayback Machine. | 17–20 de fevereiro de 2022         | 2.000 | 22,6% | – | – | – | 23,1% | 4,8% | – | – | 5,2% | 44,3% | 0,5% |      |    |      |      |       |      |
| Instituto Opinião Archivado el 27 de junio de 2022 en Wayback Machine. | 17–20 de fevereiro de 2022         | 2.000 | 27,7% | 3,4% | – | – | – | 6,6% | – | – | 6,7% | 55,6% | 21% |      |    |      |      |       |      |
| Instituto Opinião Archivado el 27 de junio de 2022 en Wayback Machine. | 17–20 de fevereiro de 2022         | 2.000 | 27,1% | – | – | – | – | 6,8% | – | – | 11,7% | 54,4% | 15,4% |      |    |      |      |       |      |
| Instituto Opinião Archivado el 27 de junio de 2022 en Wayback Machine. | 17–20 de fevereiro de 2022         | 2.000 | 28,1% | – | – | 3,2% | – | 6,6% | – | – | 6,8% | 55,3% | 21,3% |      |    |      |      |       |      |
| Instituto Opinião Archivado el 27 de junio de 2022 en Wayback Machine. | 17–20 de fevereiro de 2022         | 2.000 | 27,6% | – | – | – | – | 6,7% | – | – | 11% | 54,7% | 16,6% |      |    |      |      |       |      |
| Instituto Opinião Archivado el 27 de junio de 2022 en Wayback Machine. | 17–20 de fevereiro de 2022         | 2.000 | 28% | – | – | – | – | 7% | – | – | 10,1% | 54,9% | 21% |      |    |      |      |       |      |
| Instituto Plural                                                       | 7–11 de agosto de 2021             | 1.000 | – | – | – | 5% | 44% | 10% | – | – | 7% | 34% | 34% |      |    |      |      |       |      |

## Resultados

### Gobernador

Candidato más votado por municipio (185):
Teresa Leitão (138)
André de Paula (34)
Gilson Machado (8)
Carlos Andrade (4)
Guilherme Coelho (1)

| Fórmula                   | Fórmula                   | Fórmula                      | Primera vuelta | Primera vuelta | Segunda vuelta | Segunda vuelta |
| Gobernador/a              | Gobernador/a              | Vicegobernador/a             | Total          | %              | Total          | %              |
| ------------------------- | ------------------------- | ---------------------------- | -------------- | -------------- | -------------- | -------------- |
|                           | Raquel Lyra (PSDB)        | Priscilla Krause (Cidadania) | 1,009,556      | 20,58          | 3.113.415      | 58,70          |
|                           | Marília Arraes (SD)       | Sebastián Oliveira (AVANTE)  | 1,175,651      | 23,97          | 2.190.264      | 41,30          |
|                           | Anderson Ferreira (PL)    | Isabel Urquiza (PL)          | 890,220        | 18,15          |                |                |
|                           | Danilo Cabral (PSB)       | Luciana Santos (PCdoB)       | 885,994        | 18,06          |                |                |
|                           | Miguel Coelho (UNIÃO)     | Alessandra Vieira (UNIÃO)    | 884,941        | 18,04          |                |                |
|                           | Jones Manoel (PCB)        | Raline Almeida (PCB)         | 33,931         | 0,69           |                |                |
|                           | João Arnaldo (PSOL)       | Alice Gabino (REDE)          | 12,558         | 0,26           |                |                |
|                           | Pastor Wellington (PTB)   | Carol Tosaka (PTB)           | 8,020          | 0,16           |                |                |
|                           | Bombero Jadilson (PMB)    | Fernanda Souto Maior (PMB)   | 2,435          | 0,05           |                |                |
|                           | Claudia Ribeiro (PSTU)    | Profesor Mariano (PSTU)      | 1,745          | 0,04           |                |                |
|                           |                           |                              |                |                |                |                |
| Votos válidos             | Votos válidos             | Votos válidos                | 4,905,051      | 85,57          | 5.439.765      | 93,78          |
| Votos en blanco           | Votos en blanco           | Votos en blanco              | 283,316        | 4,94           | 74.435         | 1,28           |
| Votos nulos               | Votos nulos               | Votos nulos                  | 543,922        | 9,49           | 286.535        | 4,94           |
| Total                     | Total                     | Total                        | 5,732,289      | 100,00         | 5.800.735      | 100,00         |
| Registrados/Participación | Registrados/Participación | Registrados/Participación    | 7,008,795      | 81,79          | 7,008,795      | 82,69          |

### Senador Federal
| Candidato                 | Candidato                   | Total     | %      |
| ------------------------- | --------------------------- | --------- | ------ |
|                           | Teresa Leitão (PT)          | 2,061,276 | 46,62  |
|                           | Gilson Machado Neto (PL)    | 1,320,555 | 29,55  |
|                           | Andrés de Paula (PSD)       | 567,357   | 12,69  |
|                           | Carlos Andrade Lima (UNIÃO) | 258,289   | 5,78   |
|                           | Guilherme Coelho (PSDB)     | 187,364   | 4,19   |
|                           | Eugenia Lima (PSOL)         | 45,358    | 1,01   |
|                           | Esteves Jacinto (PRTB)      | 15,701    | 0,35   |
|                           | Dayse Medeiros (PSTU)       | 12,844    | 0,29   |
|                           | Roberta Rita (PCO)          | 666       | 0.01   |
|                           |                             |           |        |
| Votos válidos             | Votos válidos               | 4,468,754 | 77,97  |
| Votos en blanco           | Votos en blanco             | 557,609   | 9,73   |
| Votos nulos               | Votos nulos                 | 705,260   | 12,30  |
| Votos rechazados          | Votos rechazados            | 666       | 0.01   |
| Total                     | Total                       | 5,732,289 | 100,00 |
| Registrados/Participación | Registrados/Participación   | 7,008,795 | 81,79  |

### Diputados federales electos
Se listan los candidatos electos con información adicional de la Cámara de Diputados. Cabe señalar que los votos en blanco se consideraban válidos para el cálculo del cociente electoral en disputas proporcionales hasta 1997, cuando fue eliminado de la legislación brasileña.
| Nombre                           | Partido      | Votos   | Ciudad de origen    | Estado     |
| -------------------------------- | ------------ | ------- | ------------------- | ---------- |
| André Ferreira                   | PL           | 273.267 | Recife              | Pernambuco |
| Clarissa Tércio                  | PP           | 240.511 | Recife              | Pernambuco |
| Pedro Henrique Campos            | PSB          | 172.526 | Recife              | Pernambuco |
| Sílvio Costa Filho               | Republicanos | 162.056 | Recife              | Pernambuco |
| Fernando Coelho Filho            | UNIÃO        | 155.305 | Recife              | Pernambuco |
| Waldemar Oliveira                | AVANTE       | 141.386 |                     | Pernambuco |
| Tulio Gadelha                    | REDE         | 134.391 | Recife              | Pernambuco |
| Carlos Veras                     | PT           | 127.482 | Tabira              | Pernambuco |
| Eduardo da Fonte                 | PP           | 124.850 | Recife              | Pernambuco |
| Clodoaldo Magalhães              | PV           | 110.620 | Palmares            | Pernambuco |
| Maria Arraes                     | SD           | 104.571 | Recife              | Pernambuco |
| Iza Arruda                       | MDB          | 103.950 |                     | Pernambuco |
| Augusto Coutinho                 | Republicanos | 101.142 | Recife              | Pernambuco |
| Eurico da Silva                  | PL           | 100.811 | Presidente Prudente | São Paulo  |
| Fernando Monteiro de Albuquerque | PP           | 99.751  | Recife              | Pernambuco |
| Eriberto Medeiros                | PSB          | 99.226  | Recife              | Pernambuco |
| Luiz Eduardo da Fonte            | PP           | 94.122  | Recife              | Pernambuco |
| Lucas Ramos                      | PSB          | 85.571  | Recife              | Pernambuco |
| Guilherme Uchoa Júnior           | PSB          | 84.592  | Paulista            | Pernambuco |
| Coronel Meira                    | PL           | 78.941  |                     | Pernambuco |
| Felipe Carreras                  | PSB          | 76.528  | Recife              | Pernambuco |
| José Mendonça Filho              | UNIÃO        | 76.022  | Recife              | Pernambuco |
| Luciano Bivar                    | UNIÃO        | 74.425  | Recife              | Pernambuco |
| Fernando Rodolfo                 | PL           | 60.088  | Garanhuns           | Pernambuco |
| Renildo Calheiros                | PCdoB        | 59.686  | Murici              | Alagoas    |

#### Resultados por partido
| N.º                       | Partido                                                 | Votos     | %      | Escaños | ±           |
| ------------------------- | ------------------------------------------------------- | --------- | ------ | ------- | ----------- |
| 40                        | Partido Socialista Brasileño (PSB)                      | 727.527   | 14,25  | 5       | Sin cambios |
| 11                        | Progresistas (PP)                                       | 681.164   | 13,71  | 4       | Sin cambios |
| 22                        | Partido Liberal (PL)                                    | 636.231   | 12,80  | 4       | 3           |
| 44                        | Unión Brasil (UNIÃO)                                    | 465.196   | 9,36   | 3       | 1           |
| 10                        | Republicanos                                            | 416.059   | 8,37   | 2       | Sin cambios |
| 13                        | Partido de los Trabajadores (PT)                        | 361.326   | 7,27   | 1       | 1           |
| 15                        | Movimento Democrático Brasileiro (MDB)                  | 259.476   | 5,22   | 1       | Sin cambios |
| 70                        | Avante                                                  | 225.100   | 4,53   | 1       | Sin cambios |
| 77                        | Solidaridad (SD)                                        | 205.911   | 4,14   | 1       | Sin cambios |
| 19                        | Podemos (PODE)                                          | 156.384   | 3,15   | 0       | 1           |
| 18                        | Red de Sostenibilidad (REDE)                            | 150.365   | 3,03   | 1       | 1           |
| 12                        | Partido Democrático Laborista (PDT)                     | 140.384   | 2,82   | 0       | 2           |
| 50                        | Partido Socialismo y Libertad (PSOL)                    | 121.593   | 2,45   | 0       | Sin cambios |
| 43                        | Partido Verde (PV)                                      | 113.348   | 2,28   | 1       | 1           |
| 23                        | Ciudadanía (Cidadania)                                  | 110.652   | 2,23   | 1       | Sin cambios |
| 65                        | Partido Comunista de Brasil (PCdoB)                     | 61.260    | 1,23   | 1       | Sin cambios |
| 28                        | Partido Renovador Laborista Brasileño (PRTB)            | 51.142    | 1,03   | 0       | Sin cambios |
| 45                        | Partido de la Social Democracia Brasileña (PSDB)        | 31.295    | 0,63   | 0       | Sin cambios |
| 51                        | Patriota (PATRI)                                        | 16.122    | 0,32   | 0       | 1           |
| 30                        | Partido Nuevo (NOVO)                                    | 12.947    | 0,26   | 0       | Sin cambios |
| 33                        | Partido de la Movilización Nacional (PMN)               | 10.080    | 0,20   | 0       | Sin cambios |
| 55                        | Partido Social Democrático (PSD)                        | 6.246     | 0,13   | 0       | 1           |
| 20                        | Partido Social Cristiano (PSC)                          | 6.176     | 0,12   | 0       | Sin cambios |
| 14                        | Partido Laborista Brasileiro (PTB)                      | 5.848     | 0,12   | 0       | Sin cambios |
| 23                        | Partido Comunista Brasileño (PCB)                       | 3.873     | 0,08   | 0       | Sin cambios |
| 36                        | Actuar (AGIR-36)                                        | 3.609     | 0,07   | 0       | Sin cambios |
| 80                        | Unidad Popular (UP)                                     | 3.376     | 0,07   | 0       | Sin cambios |
| 27                        | Democracia Cristiana (DC)                               | 3.140     | 0,06   | 0       | Sin cambios |
| 16                        | Partido Socialista de los Trabajadores Unificado (PSTU) | 1.873     | 0,04   | 0       | Sin cambios |
| 35                        | Partido de la Mujer Brasileña (PMB)                     | 408       | 0,01   | 0       | Sin cambios |
| 90                        | Partido Republicano de Orden Social (PROS)              | 158       | 0,01   | 0       | Sin cambios |
| 29                        | Partido de la Causa Obrera (PCO)                        | 136       | 0,01   | 0       | Sin cambios |
|                           |                                                         |           |        |         |             |
| Votos válidos             | Votos válidos                                           | 4.969.863 | 87,05  |         |             |
| Votos en blanco           | Votos en blanco                                         | 415.524   | 7,24   |         |             |
| Votos nulos               | Votos nulos                                             | 327.407   | 5,71   |         |             |
| Total                     | Total                                                   | 5.732.289 | 100,00 | 25      | Sin cambios |
| Registrados/Participación | Registrados/Participación                               | 7.008.795 | 81,79  | 1,80    | 1,80        |
| Fuente:                   |                                                         |           |        |         |             |

### Diputados estatales electos
Estaban en juego las 49 curules de la Asamblea Legislativa de Pernambuco .
| Nombre                 | Partido      | Votos   | Ciudad de origen    | Estado         |
| ---------------------- | ------------ | ------- | ------------------- | -------------- |
| Júnior Tércio          | PP           | 183.735 |                     | Pernambuco     |
| Alberto Feitosa        | PL           | 146.847 | Recife              | Pernambuco     |
| Delegada Gleide Ângelo | PSB          | 118.869 | Recife              | Pernambuco     |
| Antônio Coelho         | UNIÃO        | 91.698  | Recife              | Pernambuco     |
| Rodrigo Novaes         | PSB          | 85.107  | Recife              | Pernambuco     |
| Eriberto Filho         | PSB          | 78.980  |                     | Pernambuco     |
| João Paulo             | PT           | 74.441  | Olinda              | Pernambuco     |
| Gilmar Junior          | PV           | 68.359  |                     | Pernambuco     |
| Chaparral              | UNIÃO        | 66.842  |                     | Pernambuco     |
| Francismar             | PSB          | 66.621  | Chapadinha          | Maranhão       |
| Gustavo Gouveia        | SD           | 66.110  | Recife              | Pernambuco     |
| Doriel Barros          | PT           | 65.838  | Águas Belas         | Pernambuco     |
| Aglailson Victor       | PSB          | 64.714  | Recife              | Pernambuco     |
| Romero Sales Filho     | UNIÃO        | 64.366  | Recife              | Pernambuco     |
| Luciano Duque          | SD           | 61.411  |                     | Pernambuco     |
| Dannilo Godoy          | PSB          | 56.366  |                     | Pernambuco     |
| William Brígido        | Republicanos | 55.358  | Río de Janeiro      | Río de Janeiro |
| Antônio Morais         | PP           | 54.756  | Macaparana          | Pernambuco     |
| Claudiano Filho        | PP           | 53.024  | Águas Belas         | Pernambuco     |
| Simone Santana         | PSB          | 53.001  | São Raimundo Nonato | Piauí          |
| France Hacker          | PSB          | 52.009  |                     | Pernambuco     |
| Adalto dos Santos      | PP           | 51.371  | Caruaru             | Pernambuco     |
| Jeferson Timóteo       | PP           | 51.324  |                     | Pernambuco     |
| Debora Almeida         | PSDB         | 51.282  |                     | Pernambuco     |
| Pastor Cleiton Collins | PP           | 50.510  | Petrolina           | Pernambuco     |
| Fabrizio Ferraz        | SD           | 48.794  | Floresta            | Pernambuco     |
| Mario Ricardo          | Republicanos | 48.699  |                     | Pernambuco     |
| Joaquim Lira           | PV           | 48.293  | Recife              | Pernambuco     |
| Romero                 | UNIÃO        | 46.345  | Recife              | Pernambuco     |
| Renato Antunes         | PL           | 46.226  |                     | Pernambuco     |
| Álvaro Porto           | PSDB         | 46.026  | Canhotinho          | Pernambuco     |
| Kaio Maniçoba          | PP           | 45.791  | Floresta            | Pernambuco     |
| Jarbas Filho           | PSB          | 45.331  |                     | Pernambuco     |
| Rodrigo Farias         | PSB          | 45.220  |                     | Pernambuco     |
| Waldemar Borges        | PSB          | 44.857  | Recife              | Pernambuco     |
| Henrique Queiroz Filho | PP           | 43.822  | Recife              | Pernambuco     |
| José Patriota          | PSB          | 43.586  |                     | Pernambuco     |
| Abimael Santos         | PL           | 43.530  |                     | Pernambuco     |
| Sileno Guedes          | PSB          | 43.195  |                     | Pernambuco     |
| Diogo Moraes           | PSB          | 43.117  | Caruaru             | Pernambuco     |
| Rosa Amorim            | PT           | 42.632  |                     | Pernambuco     |
| João Paulo Costa       | PCdoB        | 42.474  | Recife              | Pernambuco     |
| Dani Portela           | PSOL         | 38.215  |                     | Pernambuco     |
| Joel da Harpa          | PL           | 35.938  | Recife              | Pernambuco     |
| Socorro Pimentel       | UNIÃO        | 35.515  |                     | Pernambuco     |
| João de Nadegi         | PV           | 29.019  |                     | Pernambuco     |
| Joãozinho Tenório      | PATRI        | 28.048  |                     | Pernambuco     |
| Izaias Regis           | PSDB         | 27.104  |                     | Pernambuco     |
| Nino de Enoque         | PL           | 24.851  |                     | Pernambuco     |

#### Asamblea Legislativa
La comparación entre el resultado de las elecciones estatales de 2018 y la situación de la bancada de la Asamblea Legislativa de Pernambuco según el resultado de las elecciones de 2022 es la siguiente:
| N.º                       | Partido                                                 | Votos     | %      | Escaños | ±           |
| ------------------------- | ------------------------------------------------------- | --------- | ------ | ------- | ----------- |
| 40                        | Partido Socialista Brasileño (PSB)                      | 1.237.696 | 27,30  | 14      | 2           |
| 11                        | Progresistas (PP)                                       | 738.630   | 14,84  | 8       | 1           |
| 44                        | Unión Brasil (UNIÃO)                                    | 484.166   | 9,73   | 5       | 3           |
| 13                        | Partido de los Trabajadores (PT)                        | 470.281   | 9,45   | 3       | 3           |
| 22                        | Partido Liberal (PL)                                    | 456.482   | 9,17   | 5       | 3           |
| 77                        | Solidaridad (SD)                                        | 384.664   | 7,73   | 3       | 1           |
| 10                        | Republicanos (REP)                                      | 246.553   | 4,95   | 2       | 3           |
| 51                        | Patriota (PATRI)                                        | 165.178   | 3,32   | 1       | Sin cambios |
| 43                        | Partido Verde (PV)                                      | 159.153   | 3,20   | 3       | Sin cambios |
| 50                        | Partido Socialismo y Libertad (PSOL)                    | 88.702    | 1,78   | 1       | 1           |
| 45                        | Partido de la Social Democracia Brasileña (PSDB)        | 75.688    | 1,52   | 3       | 1           |
| 12                        | Partido Democrático Laborista (PDT)                     | 73.659    | 1,48   | 0       | Sin cambios |
| 65                        | Partido Comunista de Brasil (PCdoB)                     | 69.170    | 1,39   | 1       | 1           |
| 23                        | Ciudadanía (Cidadania)                                  | 59.232    | 1,19   | 0       | 1           |
| 18                        | Red de Sostenibilidad (REDE)                            | 46.218    | 0,93   | 0       | Sin cambios |
| 55                        | Partido Social Democrático (PSD)                        | 32.050    | 0,64   | 0       | Sin cambios |
| 70                        | Avante (AVANTE)                                         | 24.688    | 0,50   | 0       | Sin cambios |
| 28                        | Partido Renovador Laborista Brasileño (PRTB)            | 11.816    | 0,24   | 0       | Sin cambios |
| 36                        | Actuar (AGIR-36)                                        | 7.991     | 0,16   | 0       | Sin cambios |
| 14                        | Partido Laborista Brasileiro (PTB)                      | 6.570     | 0,13   | 0       | 4           |
| 23                        | Partido Comunista Brasileño (PCB)                       | 5.905     | 0,06   | 0       | Sin cambios |
| 35                        | Partido de la Mujer Brasileña (PMB)                     | 4.465     | 0,09   | 0       |             |
| 27                        | Democracia Cristiana (DC)                               | 2.602     | 0,05   | 0       | Sin cambios |
| 33                        | Partido de la Movilización Nacional (PMN)               | 2.436     | 0,05   | 0       |             |
| 80                        | Unidad Popular (UP)                                     | 2.048     | 0,04   | 0       |             |
| 16                        | Partido Socialista de los Trabajadores Unificado (PSTU) | 1.688     | 0,03   | 0       | Sin cambios |
| 90                        | Partido Republicano de Orden Social (PROS)              | 1.101     | 0,02   | 0       |             |
| 29                        | Partido de la Causa Obrera (PCO)                        | 169       | 0,01   | 0       |             |
|                           |                                                         |           |        |         |             |
| Votos válidos             | Votos válidos                                           | 4.977.661 | 87,47  |         |             |
| Votos en blanco           | Votos en blanco                                         | 313.536   | 5,47   |         |             |
| Votos nulos               | Votos nulos                                             | 404.543   | 7,06   |         |             |
| Total                     | Total                                                   | 5.732.289 | 100,00 | 49      | Sin cambios |
| Registrados/Participación | Registrados/Participación                               | 7.008.795 | 80,20  | 1,48    | 1,48        |